# 沢井実
沢井 実（さわい みのる、1953年11月20日 - ）は、日本の経済史学者。大阪大学名誉教授。

## 人物
和歌山県生まれ。1978年国際基督教大学教養学部卒業。1983年東京大学大学院経済学研究科第二種博士課程単位取得退学。1998年、「日本鉄道車輌工業史」で、大阪大学より博士（経済学）の学位を取得。
1983年東京大学社会科学研究所助手。1986年北星学園大学経済学部専任講師、1989年助教授、1991年大阪大学経済学部助教授。98年大阪大経済学研究科教授。2015年企業家研究フォーラム会長。2017年南山大学経営学部経営学科教授。
1997年中小企業研究奨励賞、99年『近代日本における企業家の諸系譜』（共編）で日刊工業新聞技術科学図書文化賞受賞。2012年『近代日本の研究開発体制』で日経・経済図書文化賞受賞。2024年『日本帝国圏鉄道史』で鉄道史学会住田奨励賞受賞。

## 著書
- 『日本鉄道車輌工業史』日本経済評論社、1998
- 『近代大阪の工業教育』大阪大学出版会、2012
- 『近代日本の研究開発体制』名古屋大学出版会、2012
- 『近代大阪の産業発展 集積と多様性が育んだもの』有斐閣、2013
- 『マザーマシンの夢 日本工作機械工業史』名古屋大学出版会、2013
- 『八木秀次』吉川弘文館 人物叢書、2013 オンデマンド版　2024、ISBN　9784642752688
- 『機械工業』 (産業経営史シリーズ 日本経営史研究所, 2015
- 『帝国日本の技術者たち』 (歴史文化ライブラリー 吉川弘文館, 2015.4
- 『日本の技能形成 製造現場の強さを生み出したもの』名古屋大学出版会, 2016
- 『久保田権四郎 国産化の夢に挑んだ関西発の職人魂』(PHP経営叢書. 日本の企業家 PHP研究所, 2017
- 『見えない産業 酸素が支えた日本の工業化』名古屋大学出版会, 2017
- 『海軍技術者の戦後史 復興・高度成長・防衛』名古屋大学出版会, 2019
- 『現代大阪経済史 大都市産業集積の軌跡』有斐閣, 2019
- 『日本帝国圏鉄道史 技術導入から東アジアへ』名古屋大学出版会, 2023

### 共編著
- 『近代日本における企業家の諸系譜』竹内常善、阿部武司共編 大阪大学出版会、1996
- 『日本経営史 江戸時代から21世紀へ』宮本又郎、阿部武司、宇田川勝、橘川武郎共著 有斐閣、1995
- 『東洋のマンチェスターから「大大阪」へ 経済でたどる近代大阪のあゆみ』阿部武司共著 大阪大学出版会 大阪大学総合学術博物館叢書、2010
- 『日本経済史 近世から現代まで』谷本雅之共著. 有斐閣, 2016.

### 翻訳
- F.アトリー『日本の粘土の足 迫りくる戦争と破局への道』石坂昭雄、西川博史共訳 日本経済評論社、1998